# Plattenverdichter

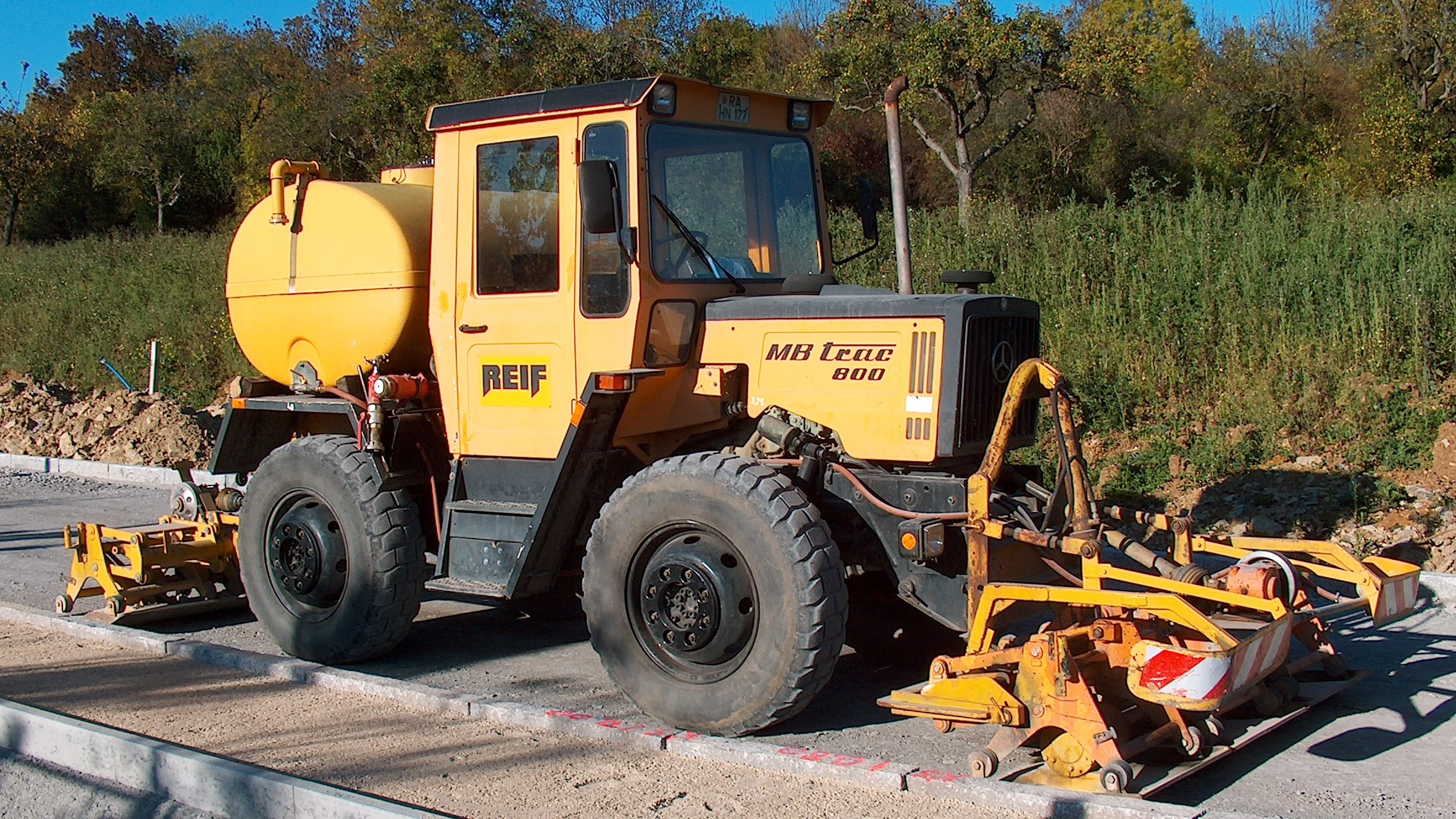
Plattenverdichter im Straßenbau an einem MB-trac

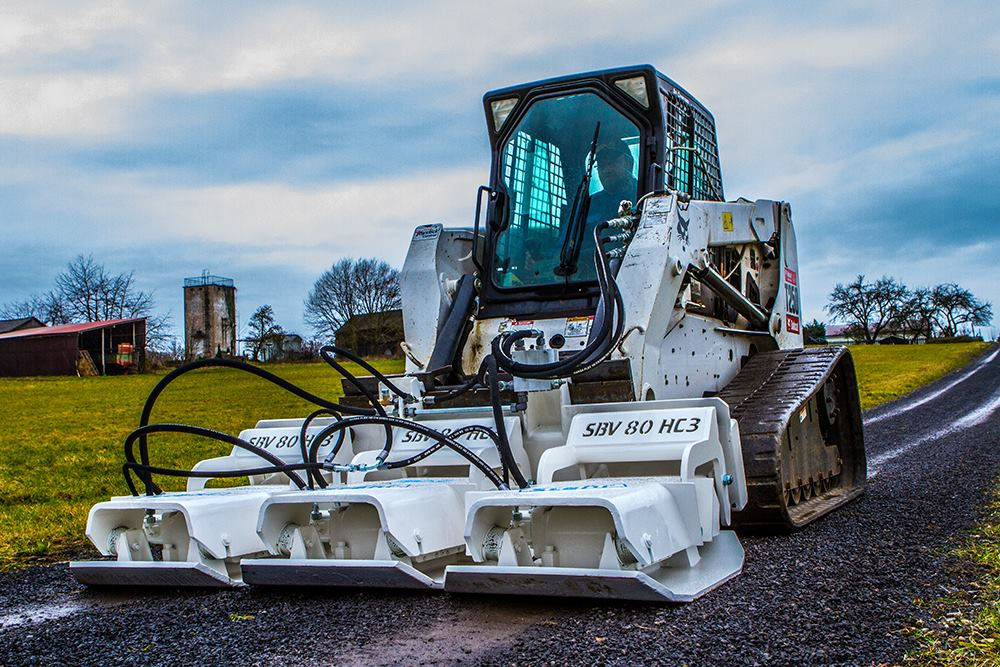
Bobcat T300 und der Stehr Hochleistungs-Plattenverdichter SBV 80 HC3

Der Plattenverdichter ist eine Baumaschine, die im Erd- und Verkehrswegebau zum Einsatz kommt. Dort dient er zur Verdichtung von ungebundenen Schichten aus Kies oder Schotter. Besonders für die Verdichtung von einer Feinplanie ist der Plattenverdichter geeignet, da im Gegensatz zur Verdichtung mit Walzen keine Auflockerung der oberen Zentimeter auftritt. 
Die Maschine besteht aus einem Trägerfahrzeug (in Deutschland meist ein Unimog, Traktor, Radlader, Bobcat), einem Wassertank und Verdichtungsplatten. Der Antrieb der Verdichtungsplatten erfolgt mit Hilfe einer Zapfwelle. Während des Verdichtungsvorgangs kann Wasser aus dem Tank auf die Kies- oder Schotterschicht zugegeben werden, um das Verdichtungsergebnis zu verbessern. 
Plattenverdichter haben den Vorteil, da Walzenzüge ein großes Problem beim Verdichten auf Kies, Sand und Mineralbeton haben, weil nur ca. 20 % der Energie vertikal senkrecht in den Boden geleitet und zum eigentlichen Verdichten genutzt werden. Ca. 80 % gehen also durch starke, ungewollte Schwingungen im Umfeld verloren. Des Weiteren kommt es durch die horizontalen Verschiebungen, die beim Abrollen des zylindrischen Walzenkörpers entstehen, zu einer Oberflächenauflockerung. Für die Verdichtung des aufgelockerten Materials sind mit einem zweiten Verdichtungsgerät bis zu acht Überfahrten nötig. Kornzertrümmerung und Entmischung in den oberen Bereichen können die Folge sein. Auch könnten durch die starken Resonanzschwingungen Gebäude und Leitungssysteme im Umfeld beschädigt werden.